# كأس يوغوسلافيا 1966–67
كأس يوغوسلافيا 1966–67 هو الموسم 20 من كأس يوغوسلافيا. أشرف على تنظيمه اتحاد صربيا لكرة القدم، وكان عدد الأندية المشاركة فيه 2335، وفاز فيه هايدوك سبليت.